# Eva Tea
Evangelina Tea, meglio nota come Eva Tea (Biella, 18 febbraio 1886 – Tregnago, 29 luglio 1971), è stata una storica dell'arte e archeologa italiana.

## Biografia
Eva Tea nacque il 18 febbraio 1886 a Biella, figlia di Alberto Tea e Anna Ricci. Eva Tea aveva due sorelle, Maria e Silvia (detta Silvestra) e un fratello, Giuseppe. Quando aveva due anni, la famiglia si trasferì a Verona. Studiò lettere e filosofia all'Università degli Studi di Padova e poi storia dell'arte a Roma, presso la Scuola di perfezionamento in storia dell'arte medioevale e moderna.
Nel 1915 conobbe l'archeologo Giacomo Boni, con il quale lavorò per la pubblicazione dei risultati degli scavi che questi stava compiendo sul Palatino. Dopo aver lavorato come storica dell'arte a Roma, Venezia e Ravenna nel 1922 vinse il concorso per l'insegnamento di storia dell'arte presso l'Accademia di belle arti di Brera a Milano. 
Nel 1925 morì Giacomo Boni, lasciando proprio ad Eva Tea l'incarico di riordinare gli scritti e il materiale concernente i suoi studi archeologici. Nel 1932 scrisse una sua biografia, Giacomo Boni nella vita del suo tempo. Successivamente donò vari appunti e lettere di Giacomo Boni all'Istituto Lombardo Accademia di Scienze e Lettere.
Dal 1927 al 1956 fu anche docente presso l'Università Cattolica di Milano, ambiente in cui assorbì i nuovi stimoli culturali provenienti dal fondatore dell'Istituto, padre Agostino Gemelli.
Nel 1929 iniziò una stretta collaborazione professionale con monsignor Giuseppe Polvara, fondatore della Scuola d'arte sacra Beato Angelico, e animatore di molteplici iniziative per la rinascita dell'arte sacra. Divenne terziaria francescana impegnandosi a favore dei diseredati, per esempio organizzando attività formative e ricreative per i ragazzi meno abbienti. Esemplare in questo senso fu la fondazione nel 1930 dell'Opera delle modelle (Opera T.E.A.), una casa famiglia per accogliere e fornire una prima istruzione alle ragazze che posavano per gli artisti dell'accademia, spesso ragazze di famiglie povere costrette a vivere di espedienti.
Intanto continuava l'impegno a Brera: nel 1944-45 fu nominata vice-direttrice dell'accademia. Nel 1956 raggiunse il limite d'età per l'insegnamento.
Dopo il raggiungimento del pensionamento, Eva Tea visse presso la scuola Beato Angelico, e in seguito alloggiò nello stabile di via Bezzi 3, sua ultima dimora a Milano. Nel 1967, la nipote Maria Teresa Avesani, figlia del fratello Giuseppe, la convinse a trasferirsi insieme alla sorella Maria nella casa di riposo delle suore Orsoline a Tregnago, in provincia di Verona. Qui morì il 29 luglio 1971 e fu sepolta a Verona.
Successivamente alla morte, la nipote Maria Teresa selezionò documenti e testi di maggior valore e costituì il Fondo Tea conservato nella biblioteca del museo di Castelvecchio di Verona.

## Allievi
Numerosi furono i suoi allievi presso l’Accademia di Brera, l’Università Cattolica, e la Scuola Beato Angelico, da cui fu molto amata.
Tra questi:
- Franca Baratti

- Giancarlo Iliprandi, di cui determina gli orientamenti critico-culturali, indirizzandolo a percepire e interpretare la storia dell’arte in senso ampio, sia cronologicamente sia in termini di una lettura personalizzatala, la cita come una dei grandi maestri di Brera insieme a Guido Ballo.[2][3]

- Marco Melzi

- Lorenzo Milani, iscritto a Brera dal 1941, che ne fu influenzato nella sua conversione al cristianesimo.

- Goliardo Padova, che ne conserva testimonianza affettuosa in varie sue lettere e con la quale collabora per le ricerche storiche e i primi restauri agli antichi affreschi lombardi nelle Abbazia di Viboldone e di Chiaravalle.

- Roberto Togni, che ne ricorda le sue parole sugli artisti:

«Nessuno ha tante trovate come l’artista: ogni trovata è una piccola invenzione. Il grande inventore a sua volta somiglia all’artista. Anch’egli ha vivace l’ideazione, anch’egli conosce il baleno che risolve in un attimo i problemi lungamente meditati. Tutta la tecnica delle arti non è che una serie di invenzioni e di scoperte, che si giovano della scienza e alla scienza portano giovamento. È bene che l’artista coltivi la filosofia perché essa gli abbrevia la via del pensare e lo informa di ciò che si è pensato prima di lui evitandogli l’errore delle soluzioni semplicistiche. Essa sviluppa il senso critico, senza del quale non si progredisce in arte; chiarisce le tendenze del tempo, solleva sopra le cose contingenti, fa presente l’eterno». (Eva Tea, lezione agli allievi dell’Accademia di Brera durante la guerra, nel 1944).

## Opere
- Giacomo Boni nella vita del suo tempo, 2 volumi. Milano, Casa Editrice Ceschina, 1932.
- L'Accademia di belle arti a Brera, Milano. F. Le Monnier, 1941.